# Paul Puhallo von Brlog
Paul Freiherr Puhallo von Brlog (21 de febrero de 1856 - 12 de octubre de 1926) fue un general serbocroata de Austria-Hungría. Durante la I Guerra Mundial, comandó el 3.º y el 1.º Ejércitos austrohúngaros.

## Biografía

### Primeros años
La familia de Puhallo provenía de la vecina Frontera Militar del Imperio austríaco y Austria-Hungría. Nacido en el Imperio austríaco en Brlog Ozaljski en el Condado de Karlovac en Croacia el 21 de febrero de 1856, Puhallo era el hijo del oficial Imperial y Real Michael Puhallo (1818-1913). Asistió a instituciones educativas militares en las húngaras Weißkirchen, Kamenitz, y Güns (Kőszeg) e ingresó en la escuela militar tecnológica en Mährisch Weißkirchen en 1870, donde estudió hasta 1873.

### Servicio militar anterior a la Primera Guerra Mundial
Después de completar sus estudios en la Academia Técnica Militar Imperial y Real en Viena, Puhallo se convirtió en teniente en el Regimiento de Artillería de Campo N.º 11 el 1 de septiembre de 1877. Entre 1880 y 1882 asistió al curso avanzado de artillería en Viena, que completó con gran éxito. El 1 de noviembre de 1882, recibió una promoción a teniente primero y fue asignado al Cuerpo del Estado Mayor General. Fue promovido a Capitán de Primera Clase el 1 de noviembre de 1886 mientras servía como instructor táctico en la Technische Militärakademie. El 18 de septiembre de 1892, fue elegido jefe de Estado Mayor de la 3.ª División de Infantería en Linz, donde fue promovido a mayor el 1 de mayo de 1893. El 1 de noviembre de 1895, se convirtió en teniente coronel en el Cuerpo del Estado Mayor General. En abril de 1896 fue transferido al 55.º Regimiento de Infantería en Tarnopol. Durante esos años recibió excelentes críticas de sus superiores, quienes a menudo destacaron su gran talento como instructor. Como resultado, fue transferido al colegio de guerra el 11 de septiembre de 1898, y fue promovido a Oberst (coronel) el 1 de noviembre de 1893. Mientras tanto, se casó con Anna Hörzinger en 1897. Tuvo una hija con ella.
En 1902, Puhallo fue transferido a la Oficina de Operaciones del Estado Mayor General, de la que se convirtió en jefe el 23 de abril de 1903. En abril de 1905 fue seleccionado comandante de la 50.ª Brigada de Infantería en Viena, y recibió la promoción a Generalmajor (mayor general) el 1 de mayo de 1905. El 20 de octubre de 1906, fue elegido comandante del colegio de guerra austrohúngaro. Bajo su liderazgo, el colegio fue modernizado en muchas áreas para alcanzar una alta calidad en la educación de los oficiales militares austrohúngaros; reorganizó el colegio e introdujo nuevos cursos. El 1 de mayo de 1909, fue promovido a Feldmarschalleutnant (teniente mariscal de campo). En septiembre de 1910 tomó el mando de la 46.ª División de Infantería del Landwehr en Cracovia. En octubre de 1912 sucedió al General de Infantería Arthur Heinrich Sprecher von Bernegg como comandante del V Cuerpo en Preßburg. El 1 de noviembre de 1913, fue promovido a Feldzeugmeister (general de artillería).

### Primera Guerra Mundial
Cuando se inició la I Guerra Mundial con la declaración de guerra de Austria-Hungría a Serbia el 28 de julio de 1914, el V Cuerpo de Puhallo —constituido por la 14.ª y 33.ª Divisiones de Infantería y la 37.ª División del Honvéd— formaba parte del 1.º Ejército del General de Caballería de Victor Dankl, que estaba desplegado en el norte de Galitzia. Durante la importante Batalla de Galitzia, las tropas de Puhallo estuvieron involucradas en la victoria de Dankl sobre las fuerzas del Ejército Imperial Ruso en la Batalla de Kraśnik del 23-25 de agosto de 1914, pero después de que los contraataques rusos causaran el colapso de las fuerzas austrohúngaras en el sur, el cuerpo de Puhallo, junto con el resto del 1.º Ejército, tuvo que retirarse de los accesos meridionales a Lublin a lo largo del río San y retroceder detrás del San hasta mediados de septiembre de 1914.
En la Batalla del río Vístula, que empezó el 29 de septiembre de 1914, las tropas de Puhallo avanzaron en la Polonia rusa como parte del 1.º Ejército. Después de luchar en Ivangorod, sus tropas fueron obligadas a retirarse de nuevo al final de octubre de 1914. Después de una dura lucha en el Nida, su V Cuerpo fue transferido a los montes Cárpatos en la Navidad de 1914 donde, como parte del 3.º Ejército austrohúngaro, tomó parte en los fracasados combates para aliviar el asedio de Przemyśl, al final del cual la guarnición de la fortaleza de Przemyśl se rindió a los rusos en marzo de 1915.
En mayo de 1915 el V Cuerpo alcanzó Sambor, tras lo cual Puhallo tomó el mando del 3.º Ejército el 22 de mayo de 1915. Como parte del Grupo de Ejércitos Mackensen a las órdenes del General alemán August von Mackensen junto con el 11.º Ejército del Ejército Imperial Alemán, el 3.º Ejército tomó parte en la Ofensiva de Gorlice-Tarnów de mayo-junio de 1915, durante la cual Puhallo pudo recapturar la fortaleza de Przemyśl a principios de junio de 1915. Como resultado de una reorganización, el 3.º Ejército fue disuelto, y Puhallo sucedió a Dankl como comandante del 1.º Ejército el 10 de junio de 1915. Como resultado de la Ofensiva de Gorlice-Tarnów, el Ejército Imperial Ruso condujo la "Gran Retirada" —una vasta retirada estratégica— entre julio y septiembre de 1915, durante la cual el ejército de Puhallo —consistente en el I Cuerpo de Ejército a las órdenes del General de Caballería Karl von Kirchbach auf Lauterbach, el II Cuerpo de Ejército a las órdenes del General de Infantería John Ferdinand Franz von Kirchbach auf Lauterbach, el cuerpo del Teniente Mariscal de Campo S. Shurma, y un ejército de reserva de dos divisiones— tomó las cabezas de puente de Sandomierz y Tarlo-Josefow, viendo particularmente una dura lucha en torno a Sokal durante la reconquista de Lemberg. El frente se estabilizó después de que las Potencias Centrales capturaran Lvov y Dubno.
Durante la primera mitad de 1916, el ejército de Puhallo estuvo subordinado al Grupo de Ejércitos Böhm-Ermolli austrohúngaro. Después el 1.º Ejército fue transferido al sector del Bug en 1916, Puhallo y su ejército estuvieron subordinados al Grupo de Ejércitos Linsingen alemán a las órdenes del General alemán Alexander von Linsingen. El 1 de mayo de 1916 fue promovido a coronel general con fecha de asunción del rango el 13 de mayo de 1916.
Cuando se inició la Ofensiva Brusilov rusa en junio de 1916, las tropas de Puhallo fueron derrotadas y forzadas a una retirada general. Otra reorganización del Ejército austrohúngaro llevó a la disolución del 1.º Ejército, tras lo cual Puhallo perdió su mando el 25 de julio de 1916 y fue transferido a la reserva. El alto mando austrohúngaro no estaba satisfecho con su rendimiento y no le ofreció otro mando a pesar de sus repetidas solicitudes de uno nuevo. Sin embargo, fue condecorado el 7 de abril de 1917 con la Gran Cruz de la Orden de Leopoldo con Decoración de Guerra y Espadas, después de su elevación a barón en la nobleza húngara el 27 de abril de 1917. Dimitió del ejército el 1 de mayo de 1917. La participación de Austria-Hungría en la I Guerra Mundial terminó con el Armisticio de Villa Giusti el 3 de noviembre de 1918, y Puhallo oficialmente se retiró el 1 de diciembre de 1918.

### Vida posterior
Después de su retiro, y a raíz de la desintegración de Austria-Hungría, Puhallo se convirtió en ciudadano del Reino de los Serbios, Croatas y Eslovenos. Recibiendo solo una pequeña pensión del estado por su servicio en el Ejército austrohúngaro, vivió en relativa pobreza. Por esta razón, se trasladó de nuevo a Viena, que se situaba ahora en la República de Austria, y vivió ahí, sobreviviendo de donaciones de anteriores camaradas. Después de someterse a una operación importante, murió en Viena el 12 de octubre de 1926. Su cuerpo fue trasladado a Linz, donde antiguos colegas oficiales se aseguraron que tuviera un digno funeral.

## Condecoraciones

### Austrohúngaras
- Cruz al Mérito Militar (16 de abril de 1896)
- Orden de la Corona de Hierro 3.ª Clase (12 de octubre de 1902)
- Cruz de Caballero de la Orden de Leopoldo (27 de abril de 1905)
- Orden de la Corona de Hierro 2.ª Clase (2 de agosto de 1910)
- Gran Cruz de la Orden de la Corona de Hierro con Decoración de Guerra (5 de octubre de 1914)
- Cruz al Mérito, 1.ª Clase, de la Condecoración por Servicio de la Cruz Roja con decoración de guerra (junio de 1915)
- Gran Cruz de la Orden de Leopoldo con Espadas y Decoración de Guerra (7 de abril de 1917)

Puhallo también fue elegido para el Geheimrat el 30 de noviembre de 1913.

### Extranjeras
- Cruz de Comandante, Primera Clase, de la Orden de Alberto (Reino de Sajonia, 1906)
- Gran Cruz de la Orden al Mérito Militar (Reino de España, 1906)
- Comandante, Primera Clase, de la Orden de Federico (Reino de Wurtemberg, 1907)
- Cruz de Hierro 2.ª Clase (Imperio alemán, junio de 1915)
- Cruz de Hierro 1.ª Clase con Espadas (Imperio alemán, 1917)